# Dioscorea asperula
Dioscorea asperula là một loài thực vật có hoa trong họ Dioscoreaceae. Loài này được Pedralli mô tả khoa học đầu tiên năm 1992.